# Condado de Queen Anne's
O Condado de Queen Anne's é um dos 23 condados do Estado americano de Maryland. A sede do condado é Centreville, e sua maior cidade é Centreville. O condado possui uma área de 1 320 km² (dos quais 356 km² estão cobertos por água), uma população de 40 563 habitantes, e uma densidade populacional de 42 hab/km² (segundo o censo nacional de 2000). O condado foi fundado em 1706.